# Zdravotní pojištění v Česku
Zdravotní pojištění v České republice je nedaňová povinná platba, která je součástí jednoho ze tří pilířů sociálního zabezpečení vedle státní sociální podpory a sociální pomoci. Zdravotní pojištění slouží pro případ nemoci, kdy se pojištěnci hradí potřebná zdravotní péče v rozsahu stanoveném zákonem. Je postaveno na principu povinné přerozdělovací platby odvedené z výše příjmu, principu svobodné volby zdravotní pojišťovny a principu povinnosti být pojištěn. Nemocenské pojištění má pojistit krátkodobé následky při dočasné pracovní neschopnosti.

## Historie
Za Rakouska-Uherska platil zákon č. 33 z roku 1888. V Československu platil zákon č. 221/1924 Sb. z. a n., o pojištění zaměstnanců pro případ nemoci, invalidity a stáří. Později zákon č. 99/1948 Sb. o národním pojištění. Roku 1991 doporučovalo WHO a zahraniční odborníci sjednotit zdravotní a nemocenské pojištění.

## Základní principy
Zdravotní pojištění v České republice se opírá o tři základní principy: všeobecnost, povinnost a státní záruku garance.

### Všeobecnost
Všeobecností se rozumí, že účastníky pojištění jsou všechny osoby s trvalým bydlištěm v ČR nebo osoby zaměstnané ve společnosti se sídlem na území ČR, a že tedy tento systém není pouze jen pro některé konkrétní kategorie osob, jako je tomu u jiných součástí systému sociálního zabezpečení (např. důchodové pojištění, jež je primárně zaměřené na lidi ekonomicky neaktivní, jimiž jsou např. lidé v důchodovém věku).

### Povinnost
Účast není projevem vůle subjektu, tedy povinnost je stanovena tak, že účast subjektu na této součásti sociálního zabezpečení vzniká povinně, na základě zákona.

### Státní záruka garance
Státní zárukou garance je myšleno, že stát stanovuje právní rámec veřejného zdravotního pojištění, upravuje podmínky a povinnosti subjektů a také bere zodpovědnost za fungování a plnění veřejného pojištění. Tato skutečnost je prováděna subjekty oddělenými od státu, které hospodaří jako samostatné jednotky s prostředky zdravotního pojištění a které jsou reprezentovány zdravotními pojišťovnami. Základem systému je Všeobecná zdravotní pojišťovna, zřízená zákonem č. 551/1991 Sb., která má oproti jiným zdravotním pojišťovnám výhradní postavení, kdy v případě platební neschopnosti VZP zaručuje uhrazení nákladů poskytnutých hrazených služeb po vyčerpání prostředků rezervního fondu státní rozpočet České republiky ve formě návratné finanční výpomoci.

## Přístupy k placení zdravotního pojištění
Existují tři přístupy placení zdravotního pojištění:
- komerční přístup – každý platí dobrovolně sám za sebe bez spoluúčasti státu (např. USA),
- financování ze státního rozpočtu – přerozdělování příjmů z daní a příspěvků na sociální zabezpečení (např. Velká Británie),
- všeobecné pojištění – ekonomicky aktivní obyvatelé hradí přímo (zdravotní pojištění) nebo přes jiné daně (státní pojištěnci) i pacienti (spoluúčast) (např. Česko).

Základní vlastností všeobecného zdravotního pojištění je povinná občanská účast. Při vyloučení části občanů z procesu veřejného zdravotního pojištění by mohlo dojít k poklesu úrovně poskytované zdravotní péče. Vyloučení například vysokopříjmové skupiny občanů kvůli hrazení komerční zdravotní péče z vlastních zdrojů by mělo totiž za následek snížení příjmů do fondu všeobecného zdravotního pojištění. V současném veřejném zdravotním systému vzniká povinnost účasti na veřejném zdravotním pojištění všem občanům bez rozdílu a možnosti vlastní volby.
Další vlastností všeobecného zdravotního pojištění je skutečnost, že jeho poplatník odvádí pojištění ve výši podle svého příjmu, nikoliv podle svého zdravotního stavu a rizikovosti pro pojišťovnu.

## Věcný rozsah zdravotního pojištění[3]
Věcným rozsahem veřejného zdravotního pojištění myslíme péči poskytovanou s cílem zachovat případně zlepšit zdravotní stav pojištěnce. Zdravotní péče je v zákoně vymezována dvěma způsoby: pozitivně - tedy jsou vyjmenovány jednotlivé druhy péče hrazené na účet veřejného zdravotního pojištění a také negativně - tedy vyjmenování činností, které hrazené nejsou. Pozitivní variantu je vymezena v §13 odstavci 2 a 3 zákona o veřejném zdravotním pojištění a je následující:
- léčebnou péči ambulantní a ústavní,
- pohotovostní a záchrannou službu,
- preventivní péči,
- dispenzární péči,
- odběr tkání nebo orgánů určených k transplantaci a nezbytné nakládání s nimi,
- poskytování léčivých přípravků, prostředků zdravotnické techniky a stomatologických výrobků,
- potraviny pro zvláštní lékařské účely,
- lázeňskou péči a péči v odborných dětských léčebnách a ozdravovnách,
- závodní preventivní péči,
- dopravu nemocných a náhradu cestovních nákladů,
- dopravu žijícího dárce do místa odběru a z tohoto místa, do místa poskytnutí zdravotní péče související s odběrem a z tohoto místa a náhradu cestovních nákladů,
- dopravu zemřelého dárce do místa odběru a z tohoto místa,
- dopravu odebraných tkání,
- posudkovou činnost,
- prohlídku zemřelého pojištěnce a pitvu, včetně dopravy,
- zdravotnická péče související s těhotenstvím a porodem dítěte.

Negativní definice dle §15 zákona o veřejném pojištění mezi nehrazenou zdravotní péči uvádí:
- vyšetření, prohlídky a jiné výkony provedené v osobním zájmu a na žádost fyzických osob nebo vyšetření, prohlídky a jiné výkony provedené v zájmu právnických osob, v jejichž zájmu není zachovat nebo zlepšit zdravotní stav pojištěnce,
- prohlídky vykonané na žádost soudu, státního zastupitelství, orgánů policie ČR,
- výkony akupunktury,
- čtvrtý výkon v rámci mimotělního oplodnění,
- léčivé přípravky a potraviny pro zvláštní lékařské účely, pokud Státní ústav pro kontrolu léčiv rozhodl nepřiznat úhradu.

Dále § 15 uvádí, že ze zdravotního pojištění se nehradí (a nebo je hrazeno jen za určitých podmínek), zdravotní výkony uvedené v příloze č. 1 tohoto zákona.

## Veřejné zdravotní pojištění
Je povinné jak v ČR tak v EU. Toto pojištění musí odvádět každý zákonem stanovený plátce. V rámci EU platí princip jednoho pojištění – tzn. pokud je osoba pojištěncem v jiném státě EU, pak nemůže být (až na výjimky) zároveň pojištěncem i v ČR.
Výše pojistného je 13,5 % z vyměřovacího základu. Nicméně zdravotní pojištění se musí odvádět alespoň z minimální mzdy (§ 3 zákona). Pokud je tedy vyměřovací základ zaměstnance nižší než daná minimální mzda, je zaměstnanec povinen doplatit zdravotní pojišťovně prostřednictvím svého zaměstnavatele pojistné ve výši 13,5 % z rozdílu těchto základů. Pokud má zaměstnanec více zaměstnavatelů, je povinen doplatit pojistné prostřednictvím toho zaměstnavatele, kterého si zvolí, a to vždy s odvodem pojistného v následujícím kalendářním měsíci. Pokud je ale vyměřovací základ nižší z důvodů překážek na straně organizace, je tento rozdíl povinen doplatit zaměstnavatel .
V České republice si zdravotní pojištění platí zaměstnanec (4,5 %) i jeho zaměstnavatel (9 %). Zaměstnanec má jako vyměřovací základ pro platbu zdravotního pojištění hrubou mzdu 72násobek průměrné hrubé mzdy v národním hospodářství.
Za zaměstnance se z pohledu veřejného zdravotního pojištění považuje osoba, které plynou nebo by měly plynout příjmy podle zákona o daních z příjmů.
Výjimkou (za zaměstnance se z pohledu veřejného zdravotního pojištění nepovažují) jsou osoby:
- které mají v kalendářním měsíci pouze příjmy osvobozené od daně z příjmů,
- žáci nebo studenti, kteří mají v kalendářním měsíci pouze příjmy z praktického výcviku („odměna za praxi ve škole“),
- osoby činné na základě dohody o provedení práce (DPP), pokud jejich příjem v kalendářním měsíci není vyšší než 10 000 Kč (pro rok 2012–do současnosti),
- osoby činné na základě dohody o provedení práce (DPČ), pokud jejich příjem v kalendářním měsíci nepřesahuje 3 000 Kč (pro rok 2019, 2020; v letech 2013–2018 byla tato výše 2 500 Kč; od 1. 1. 2021 je výše 3 500 Kč),
- členové družstva, kteří nejsou v pracovněprávním vztahu k družstvu, ale vykonávají práci, za kterou jsou odměňováni a zároveň jejich příjem v kalendářním měsíci nepřesahuje 3 000 Kč (pro rok 2019, 2020; v letech 2013–2018 byla tato výše 2 500 Kč; od 1. 1. 2021 je výše 3 500 Kč),
- dobrovolní pracovníci pečovatelské služby, pokud jejich příjem v kalendářním měsíci nepřesahuje 3 000 Kč (pro rok 2019, 2020; v letech 2013–2018 byla tato výše 2 500 Kč; od 1. 1. 2021 je výše 3 500 Kč),
- členové okrskové volební komise při volbách do Evropského parlamentu, Senátu a zastupitelstev územních správních celků,
- členové okrskové volební komise a zvláštní okrskové volební komise při volbách do Poslanecké sněmovny a při volbě prezidenta republiky.

A sami si platí zdravotní pojištění osoby samostatně výdělečné činné (OSVČ) a osoby bez zdanitelných příjmů (OBZP). U OSVČ je vyměřovacím základem 50 procent z částky rozdílu mezi příjmy a výdaji na dosažení, zajištění a udržení příjmů ze samostatné výdělečné činnost, minimální vyměřovací základ je dvanáctinásobek poloviny průměrné mzdy v národním hospodářství. U OBZP je vyměřovacím základem částka odpovídající výši minimální mzdy.
Tento systém si pojištěnci mohou doplnit komerčním zdravotním připojištěním, které je nepovinné.
Stát hradí zdravotní pojištění ze státního rozpočtu těmto lidem:
- lidé v invalidním důchodu,
- lidé ve starobním důchodu (i lidé v důchodovém věku nepobírající důchod),
- lidé pobírající důchod vdovecký, vdovský či sirotčí,
- příjemci starobní penze na určenou dobu, doživotní penze,
- nezaopatřené dítě (podle pravidel stanovených zákonem č. 117/1995 Sb., o státní sociální podpoře – § 11–16),
- mladistvé osoby umístěné ve školských zařízeních pro výkon ústavní výchovy a ochranné výchovy,
- doktorandi – tj. osoby starší 26 let studující prvně v doktorském studiu na území ČR v prezenční formě studia, pokud nejsou zaměstnanci nebo osobami samostatně výdělečně činnými,
- osoby bezmocné a osoby o ně pečující,
- osoby pobírající dávku pomoci v hmotné nouzi a osoby s nimi společně posuzované – pokud nejsou tyto osoby zaměstnané, nevykonávají samostatnou výdělečnou činnost, nejsou v evidenci úřadu práce, nejde o poživatele důchodu, ani o poživatele rodičovského příspěvku nebo o nezaopatřené dítě,
- osoby ve výkonu trestu, vazby, ústavního ochranného léčení a zabezpečovací detence,
- osoby na rodičovské dovolené, matky na mateřské dovolené,
- osoby pobírající rodičovský příspěvek nebo peněžitou pomoc v mateřství,
- osoby celodenně pečující o jedno dítě do 7 let věku dítěte nebo o dvě děti do 15 let jejich věku, které nemají příjem ze zaměstnání nebo samostatné výdělečné činnosti a splňují podmínku, že jejich dítě nenavštěvuje např. jesle či MŠ déle než na 4 hodiny denně a jedná-li se o dítě plnící povinnou školní docházku, pak nesmí být ve škole déle, než na dobu povinné výuky (nesmí navštěvovat družinu apod.),
- osoby v evidenci Úřadu práce,
- osoby, které vykonávají dlouhodobou dobrovolnickou službu na základě smlouvy s organizací, které byla udělena akreditace MV ČR,
- osoby, které jsou manželé nebo partneři státních zaměstnanců, pokud je následují do místa výkonu práce v zahraničí, pokud nemají příjem ze zaměstnání nebo samostatné výdělečné činnosti,
- cizinci, kterým byla udělena dočasná ochrana na území ČR, pokud nemají příjmy ze zaměstnání nebo samostatné výdělečné činnosti,
- cizinci – žadatelé o mezinárodní ochranu,
- cizinci, kterým bylo vydáno potvrzení o strpění pobytu na území ČR, pokud nemají příjmy ze zaměstnání nebo samostatné výdělečné činnosti,
- osoby, které nespadají do žádné z výše uvedených skupin a zároveň nejsou zaměstnané a nevykonávají samostatnou výdělečnou činnost, ale pobírají dávky nemocenského pojištění.

Podíl pojištěnců, za které zdravotní pojištění hradí stát, je více než polovina.
V České republice jsou povinně zdravotně pojištěny všechny osoby, které mají trvalý pobyt na území státu, i osoby, které trvalý pobyt v ČR nemají. Ti ovšem musí mít zaměstnavatele, který provádí podnikání a má sídlo na území ČR. Tito zaměstnanci s trvalým pobytem mají ale zdravotní pojištění hrazeno pouze po dobu pracovního poměru.
Zdravotní pojištění v České republice není součástí žádného jiného sociálního pojištění, je postavené pouze na základě smluvní dohody mezi občanem ČR a jím zvolenou zdravotní pojišťovnou. Dále pak tyto zdravotní pojišťovny musí mít smlouvy se zdravotnickými zařízeními. V tomto řetězci má přední úlohu zdravotní pojišťovna, která si může sama určit, s jakým zdravotnickým zařízením bude mít smlouvu. Zdravotní pojišťovnu můžete změnit pouze 1x za rok. Podle termínu, kdy o změnu požádáte, se stanete klientem nové pojišťovny buď k 1. červenci (pokud o přeregistraci požádáte mezi 1. lednem až 31. březnem) nebo k 1. lednu (pokud o přeregistraci požádáte mezi 1. červencem až 30. zářím). Celou změnu zdravotní pojišťovny, tedy i odhlášení, provádí nová osobou vybraná zdravotní pojišťovna. Dále má pojištěnec právo na dobrovolný výběr jakéhokoliv zdravotnického zařízení.
Pacienti se u lékaře prokazují průkazem pojištěnce – zdravotní pojišťovny jsou povinny bezplatně vydat svým pojištěncům průkaz pojištěnce („plastový“) nebo náhradní doklad („papírový“) - jsou si rovnocenné pro doložení veřejného zdravotního pojištění v ČR.
Z veřejného zdravotního pojištění jsou v ČR vyňaty osoby, které na území ČR vykonávají nelegální práci.
Zdravotní pojištění v ČR nemusí hradit ten pojištěnec, který se ze systému odhlásí před odjezdem na dlouhodobý pobyt v zahraničí – pojištěnec musí být v zahraničí nepřetržitě více než šest měsíců, před odjezdem musí svoji zdravotní pojišťovnu o odjezdu informovat a po celou dobu pobytu v zahraničí musí být zdravotně pojištěn – buď komerčním zdravotním pojištěním, nebo (má-li na to nárok) veřejným zdravotním pojištěním v daném státě pobytu. Po svém návratu a opětovném přihlášení do zdravotního systému ČR musí doložit délku pobytu v zahraničí a již zmíněné zdravotní pojištění.
Zdravotní pojišťovny v ČR
a) 111 Všeobecná zdravotní pojišťovna ČR
b) resortní, oborové, podnikové a další pojišťovny:
- 201 Vojenská zdravotní pojišťovna ČR,
- 205 Česká průmyslová zdravotní pojišťovna ČR,
- 207 Oborová zdravotní pojišťovna zaměstnanců bank, pojišťoven a stavebnictví ČR,
- 209 Zaměstnanecká pojišťovna Škoda ČR,
- 211 Zdravotní pojišťovna ministerstva vnitra ČR,
- 213 Revírní bratrská pokladna, Zdravotní pojišťovna ČR[10].

Veřejné výdaje v sektoru zdravotnictví v ČR jsou představovány především výdaji zdravotních pojišťoven (např. v roce 2008 to bylo 201 miliard Kč). Zdravotní pojišťovny jsou podřízené Ministerstvu zdravotnictví ČR, kterému každoročně předkládá výroční zprávu, zdravotně pojistný plán a účetní závěrku. Tyto dokumenty schvaluje vláda a v případě VZP i poslanecká sněmovna Parlamentu ČR.

## Systémová součást práva sociálního zabezpečení
Sociální zabezpečení můžeme definovat jako: Soubor právních norem, institutů a vztahů, jejichž účelem je předcházet možným sociálním rizikům, odstraňovat nepříznivé následky, které vzniknou jedincům v důsledku stanovených sociálních událostí, a vytvářet tak příznivé podmínky pro všestranný rozvoj člověka.

## Soukromé zdravotní pojištění
Je odvislé od dobrovolného rozhodnutí občana-pacienta. „Institut komerčního (soukromého) pojištění jako nástroj řešení negativních důsledků rizikových situací a je v lidské společnosti velmi starý a zároveň v určitých ohledech dosud nepřekonaný.“ Je určeno ke krytí zdravotní péče přesahující rámec péče hrazené z veřejného zdravotního pojištění. Toto pojištění je dobrovolné s předdefinovaným plněním výše pojistného. Soukromé pojištění je schopno lépe reagovat na nečekané zdravotní komplikace či úrazy v životě člověka. Soukromé pojištění řeší především ekonomickou stránku jedince a spoléhá se právě pouze na jeho ekonomické nástroje. Snaží se motivovat jedince k tomu, že potřebuje zaopatřit svou budoucí zdravotní péči při nepředvídatelných zdravotních událostech. Smyslem soukromého zdravotního pojištění je ochrana pojištěného před ztrátou příjmů důsledkem úrazu či nemoci.
Souhrnně lze říci, že soukromé pojištění zakládá různým skupinám populace různý nárok na zdravotní péči, a to včetně diferenciace přístupu k poskytovatelům zdravotní péče. To se dostává do v garantovaných systémech zdravotní péče do konfliktu s ústavním pořádkem.
Soukromé zdravotní pojištění není definováno výškou příjmu pojištěnce, ale nejvyšší částkou jako výsledek smluvního vztahu. Vzhledem k dnešní situaci si ale soukromé zdravotní pojištění sjednávají spíše lidé s vysokými příjmy a podnikatelé. Pojištěnec získává pojistné plnění i za nadstandardní zdravotnické služby a péči. Některé komerční pojišťovny zahrnují i zdravotní pojištění v tuzemsku.
Pojistit lze:
- pojištění regulačního poplatku při regulaci,

- pojištění při hospitalizaci v nemocnici (hrazení denní dávky hospitalizace),
- pojištění a hrazení denních dávek při pracovní neschopnosti (na nemocenské).

Výhody:
- pojištění je dostupné i pro OSVČ,
- v pracovní neschopnosti osoba může získat pevnou denní dávku,
- soukromým zdravotním pojištěním se lze chránit i při výpadku příjmu při splácení hypotéky,
- cena podléhající konkurenci a principu volného trhu,
- větší výběr pojišťoven.

Nevýhody:
- soukromé zdravotní pojištění nemůže mít každý,
- pokud nedojde ke škodě, pojistné se stává ziskem pojišťovny (pozn. toto je princip pojištění, shodný se státním pojištěním).

## Zdravotní pojištění cizinců

### Česká republika
Obyvatelům EU, kteří se mohou prokázat evropským pasem zdravotního pojištění, je neodkladná akutní péče hrazena z veřejného zdravotního pojištění.
Zdravotní péče je z veřejného zdravotního pojištění hrazena i cizincům ze zemí mimo EU, pokud jsou v zaměstnaneckém poměru u firmy se sídlem v ČR, cizinci s povolením k trvalému pobytu a jejich děti a žadatelé o azyl a cizinci požívající dočasné ochrany. Ostatní si pro pobyt musí sjednat soukromé (komerční) zdravotní pojištění. Při pobytu v ČR do devadesáti dnů si mohou sjednat zdravotní pojištění nutné a neodkladné péče. Maximální doba, po kterou lze sjednat pojištění nutné neodkladné péče, je dva roky. Z tohoto pojištění nejsou hrazeny preventivní prohlídky. Pro cizince, kteří na území ČR pobývají déle než devadesát dnů a žádají o dlouhodobý nebo trvalý pobyt, je určeno komplexní zdravotní pojištění. Cílem péče hrazeným z tohoto pojištění je zachovat zdravotní stav pojištěného z doby před uzavřením pojistné smlouvy, tedy jak ambulantní péče, tak i preventivní zdravotní péče či zdravotní péče související s těhotenstvím a porodem.
Cizinci, kteří v ČR pracovali, odváděli daně, pojistné na sociální pojištění a veřejné zdravotní pojištění, přestávají být účastníky veřejného zdravotního pojištění, když práci ztratí.
Komerční pojištění ale obsahují mnoho výluk. Příkladem takové výluky je například, že pojišťovna neuhradí pojistnou událost, jejíž příčina nastala před uzavřením pojistné smlouvy. Podle právníka specializujícího se na migrační právo Pavla Čižinského tak například komerční pojišťovna nepojistí již těhotnou ženu ohledně péče v souvislosti s porodem. Kromě toho pojišťovny nemají povinnost cizince pojistit. Protože dítě získává stejné občanství, jako jeho rodiče, v okamžiku, kdy se ženě, která nemá veřejné zdravotní pojištění, narodí nemocné dítě, často rodiče musí platit za jeho léčení vysoké částky.
Těhotné cizinky často musí obcházet pojišťovny a vyjednávat podmínky pojištění. Podle právníka Pavla Čižinského se tento stav těžko změní, protože z pojištění cizinců plynou pojišťovnám velké zisky a legislativní opatření komplikuje lobbing pojišťoven v parlamentu. Díky rozhodnutí poslanců v roce 2021 dokonce došlo ke vzniku monopolu, kdy poskytovat zdravotní pojištění pro cizince mohla jen pojišťova PVZP. Tento krok vedl k velké degradaci trhu. Parlament PSP ČR zrušil tento monopol v září 2023, novelizací zákona o pobytu cizinců č. 326/1999 Sb. v oblasti komplexního zdravotního pojištění cizinců. Od té doby se trh s pojištěním pro cizince opět narovnává. Od 1. ledna 2024 jsou nově účastníky veřejného zdravotního pojištění všichni cizinci mladší 18 let, kteří mají platné povolení k dlouhodobému pobytu. Tato změna se vztahuje na všechny typy dlouhodobého pobytu bez ohledu na jejich účel. Tato změna se nevztahuje na cizince mladší 18 let, kteří mají vydáno dlouhodobé vízum nebo povolení k přechodnému pobytu rodinného příslušníka občana EU. Účast na veřejném zdravotním pojištění je povinná ze zákona a není možné si vybrat, zda chcete být pojištěni v rámci veřejného nebo soukromého zdravotního pojištění.
Na rozdíl od veřejného zdravotního pojištění je nutné u komerčního pojištění uhradit celou částku již při podpisu pojistné smlouvy a v případě předčasného ukončení pojistné smlouvy nebývá nespotřebované pojistné pojištěným vráceno v celé výši. Obvyklá výše storno poplatku se pohybuje kolem 20 % z přijatého pojistného s výjimkou smluv končících po monopolu u pojišťovny PZVP, kde pojistiteli náleží pojistné celé. 

## Zdravotní pojištění hospodářských zvířat a domácích mazlíčků
Pojištění zvířat jsou dva typy. Prvním je pojištění, které nabízejí některé české pojišťovny majitelům domácích mazlíčků a které kompenzuje náklady spojené s výdaji za léčení, tzv. pojištění veterinární péče. Druhým typem je pojištění hospodářských zvířat, které kompenzuje hospodářským podnikům i drobným chovatelům náklady spojené s léčbou nebo úhynem hospodářských zvířat. To však není typické zdravotní pojištění.

### Zdravotní pojištění domácích mazlíčků
Toto pojištění, které se nazývá pojištění veterinární péče, nabízí jen několik pojišťoven v Čechách (Česká pojišťovna, Česká podnikatelská pojišťovna, Slavia, Halali, PetExpert ve spolupráci s ČSOB Pojišťovnou) a pouze pro psy a kočky.
Aby mohl klient své zvíře vůbec pojistit, musí splnit několik podmínek:
- zvíře musí být zdravé, netrpí nadváhou,
- musí být identifikovatelné – čip, tetování, občas stačí i registrace na příslušném úřadě.[20]

Podle pojišťovny se poté liší potřebný věk zvířete, ve kterém je zvíře ještě vhodné k pojištění (některé pojišťovny nepojišťují zvířata starší 8 let), nutná doba trvání pojištění, finanční omezení veterinární péče a karenční doba. Někde je tedy klientův mazlíček pojištěný ihned od prvního dne platnosti smlouvy, obvykleji však až po 30 dnech.
Cena pojištění domácího mazlíčka závisí na jeho věku, na tom, zda je to pes nebo kočka, na velikosti zvířete a na finančním omezení roční péče. Cena se však pojišťovna od pojišťovny liší.
Aby byly náklady spojené s léčbou opravdu vyplacené, musí být léčba účelná a provedená u veterináře. Alternativní léčba nebo samoléčba nebude pojišťovnou hrazena. Ani pokud klient splní tyto podmínky, nemusí být vyhráno. Obvykle si totiž bude muset zaplatit preventivní prohlídky, léčbu vrozených a chronických onemocnění a komplikace týkající se březosti a porodu. Kromě toho tu také existuje řada výluk z pojištění. Obvykle jsou vyloučeny z pojištění náklady na zranění spojené se závody či s výstavami. Hrazeny nejsou ani výlohy spojené s porodem, otravou, operací po dopravní nehodě, rvačkou psů či s první léčbou alergie nebo epilepsie.

### Pojištění hospodářských zvířat
Toto pojištění slouží zejména k uhrazení škod, které vzniknou jako následek živelních událostí, akutních otrav, hromadných nákaz a klimatických výkyvů a týká se zpravidla všech hospodářský zvířat chovaný v České republice. Pojištění však může chránit také ryby, včelstva nebo exotická i méně obvyklá zvířata.